# Rue Jules-Cloquet
La rue Jules-Cloquet est une voie du 18e arrondissement de Paris, en France.

## Situation et accès
La rue Jules-Cloquet est une voie publique située dans le 18e arrondissement de Paris. Elle débute au 20, passage Charles-Albert et se termine au 131, boulevard Ney.

## Origine du nom
Elle porte le nom du chirurgien Germain Jules, baron Cloquet (1790-1883).

## Historique
Ouverte en tant que voie privée, elle est devenue publique après l'acquisition du sol de cette voie par la Ville de Paris par contrat du 9 janvier 1886.
Elle prend le nom de « rue Jules-Cloquet » par un arrêté du 10 novembre 1885, en raison du voisinage de l'hôpital Bichat.